# لیپراشتروده
لیپراشتروده (به آلمانی: Lipprechterode) یک شهر در آلمان است که در تورینگن واقع شده‌است. لیپراشتروده ۶۴۷ نفر جمعیت دارد.